# 롤렉스

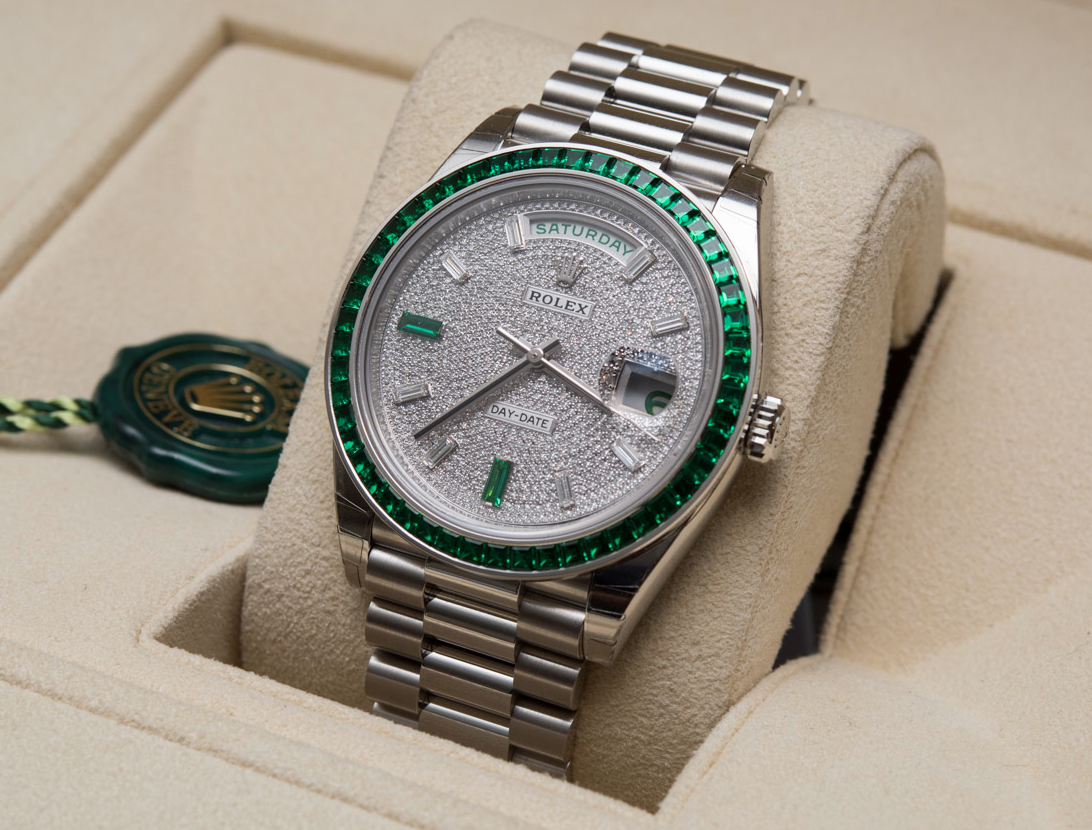
원래 포장된 롤렉스 시계

롤렉스(Rolex)는 스위스 제네바에 본사를 둔 스위스 휴대용 시계 브랜드 및 제조사이다. 1905년 독일 사업가 한스 빌스도르프와 그의 처남 앨프리드 데이비스가 런던에서 빌스도르프 앤드 데이비스(Wilsdorf and Davis)로 설립했으며, 1908년 롤렉스를 시계 브랜드 이름으로 등록하고 1915년 롤렉스 워치 주식회사(Rolex Watch Co. Ltd.)가 되었다. 제1차 세계 대전 이후, 회사는 비즈니스 불안정을 초래한 불리한 경제 상황 때문에 본사를 제네바로 옮겼다. 1920년 한스 빌스도르프는 제네바에 몽트르 롤렉스 SA(Montres Rolex SA)를 새로운 회사 이름으로 등록했고(몽트르는 프랑스어로 시계를 의미한다), 나중에 롤렉스 SA가 되었다. 1960년부터 이 회사는 개인 가족 신탁인 한스 빌스도르프 재단의 소유가 되었다.
롤렉스 SA와 그 자회사인 몽트르 튜더 SA는 롤렉스와 튜더 브랜드로 판매되는 손목시계를 디자인, 제작, 유통, 서비스한다. 2023년 롤렉스는 오랜 소매 파트너인 부셰러를 인수하는 데 동의했고, 2024년 롤렉스는 뉴욕시 맨해튼 미드타운맨해튼의 5번가에, 억만장자 거리 근처에 새로운 계열사 건물을 짓기 시작했다.

## 역사

### 초기 역사

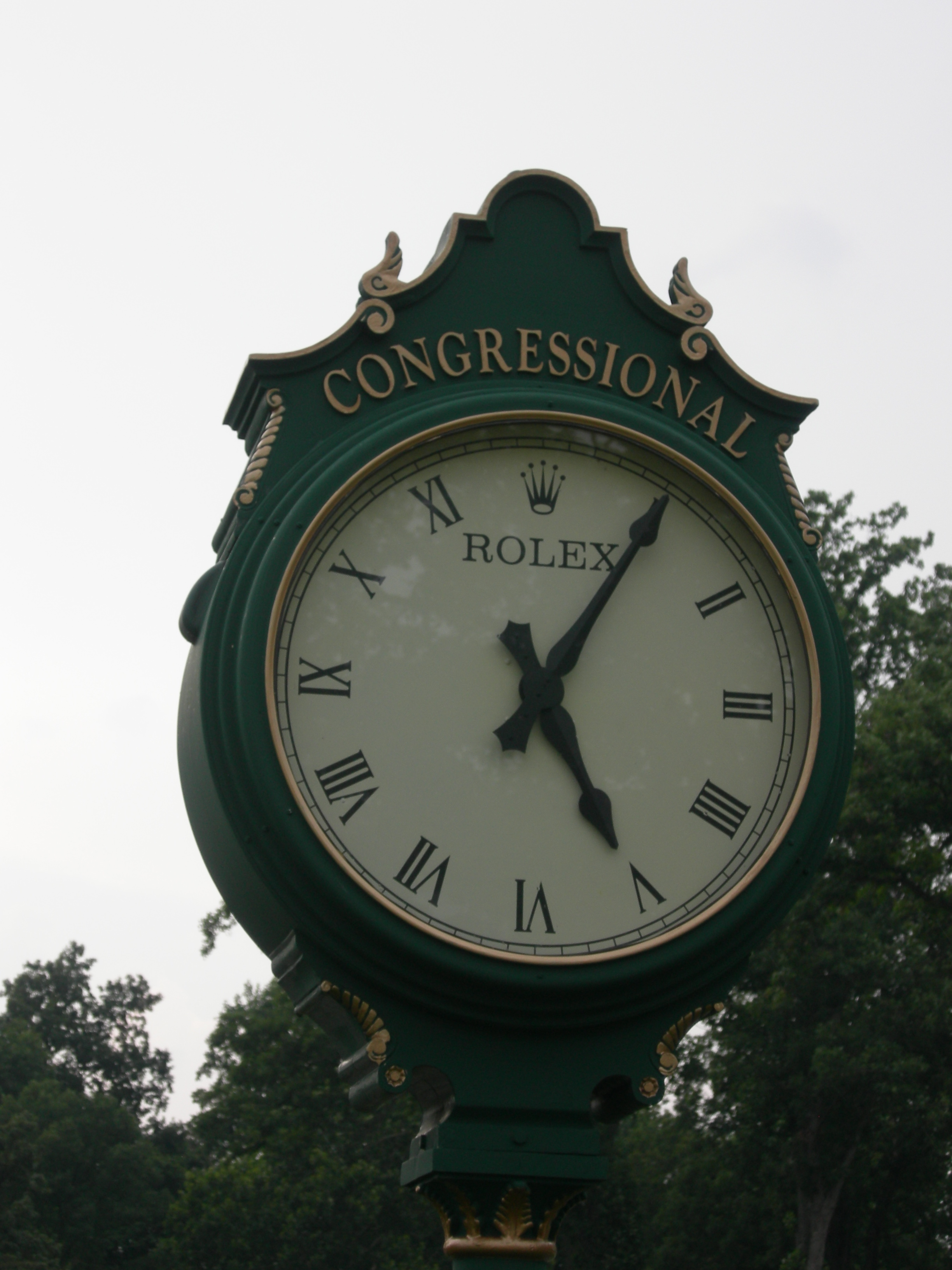
콩그레셔널 컨트리 클럽 근처에 있는 롤렉스 제조 시계

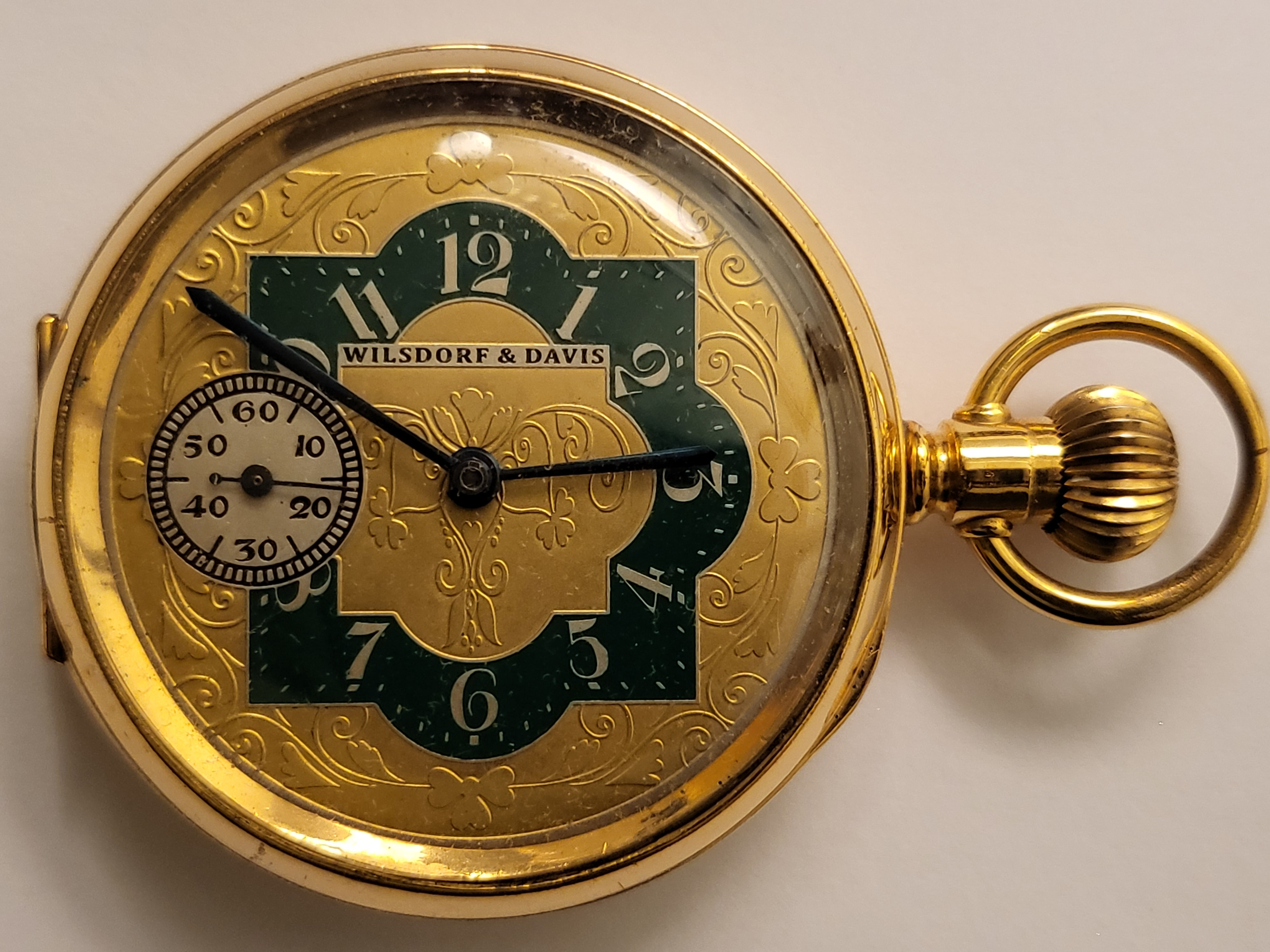
빌스도르프 앤드 데이비스 회중시계. 빌스도르프 앤드 데이비스는 롤렉스가 되기 전의 회사였다.

앨프리드 데이비스와 그의 처남 한스 빌스도르프는 1905년 런던에서 나중에 롤렉스 SA가 될 회사인 빌스도르프 앤드 데이비스를 설립했다. 당시 빌스도르프 앤드 데이비스의 주요 상업 활동은 헤르만 아에글러의 스위스 무브먼트를 영국으로 수입하여 데니슨 등이 만든 시계 케이스에 장착하는 것이었다. 이 초기 손목시계는 많은 보석상에게 판매되었고, 이들은 다이얼에 자신의 이름을 새겼다. 빌스도르프 앤드 데이비스의 초기 시계는 보통 케이스백 안쪽에 "W&D"라는 홀마크가 찍혀 있었다.
1908년 빌스도르프는 "롤렉스" 상표를 등록했고, 이는 빌스도르프 앤드 데이비스 시계의 브랜드 이름이 되었다. 그는 스위스 라쇼드퐁에 사무실을 열었다. 빌스도르프는 브랜드 이름이 어떤 언어에서도 쉽게 발음될 수 있고, 시계 문자판에 맞을 만큼 짧기를 원했다. 그는 또한 "롤렉스"라는 이름이 시계가 감기는 소리와 비슷한 의성어라고 생각했다.
제1차 세계 대전 동안 롤렉스는 참호 시계를 제조했다. 1915년 11월, 회사는 이름을 롤렉스 워치 주식회사(Rolex Watch Co. Ltd.)로 변경했다. 1919년 한스 빌스도르프는 전후 사치품 수입에 부과되는 높은 세금과 시계 케이스에 사용되는 은과 금에 대한 높은 수출 관세 때문에 회사를 영국에서 스위스 제네바로 옮겼다. 1919년 회사의 이름은 공식적으로 몽트르 롤렉스 SA(Montres Rolex SA)로 변경되었고, 나중에 1920년 롤렉스 SA가 되었다.
행정적인 문제들이 해결되자, 빌스도르프는 회사의 관심을 마케팅 과제, 즉 다이얼과 용두 아래로 침투하여 무브먼트를 손상시키는 먼지와 습기 문제로 돌렸다. 이 문제를 해결하기 위해 1926년 외부 케이스 제조사가 롤렉스를 위한 방수 및 방진 손목시계를 제작하고 "오이스터"라는 이름을 붙였다. 시계를 조정하는 동안 물 침투로부터 보호를 유지할 수 있게 해준 폴 페레고와 조르주 페레의 원래 특허는 롤렉스가 사들여 대대적으로 마케팅되었다. 이 시계는 밀봉된 케이스를 특징으로 하여 무브먼트에 최적의 보호를 제공했다.
시연을 위해 롤렉스는 오이스터 모델을 수족관에 담가 주요 판매 지점의 진열창에 전시했다. 1927년 영국 수영 선수 메르세데스 글라이츠는 목걸이에 오이스터 시계를 착용한 채 영국 해협을 수영하여 최초의 롤렉스 홍보대사가 되었다. 이 위업을 기념하기 위해 롤렉스는 데일리 메일의 한 달 내내 매 호의 첫 페이지에 전면 광고를 게재하여 10시간 이상 걸린 수영 중 시계의 성공을 선언했다.
1931년 롤렉스는 중력에 의해 자유롭게 움직이는 반원형 플레이트인 퍼페추얼 로터(Perpetual rotor)라는 자동 와인딩 메커니즘을 특허로 등록했다. 그 결과 오이스터 시계는 오이스터 퍼페추얼(Oyster Perpetual)로 알려지게 되었다. 1931년 롤렉스의 퍼페추얼 로터 발명은 자동 시계에 혁명을 가져왔다. 왜냐하면 이전에는 시계가 중력에 따라 자유롭게 움직이는 반원형 플레이트를 사용하여 감기는 것이 허용되지 않았기 때문이다.
1944년 아내가 사망하자 빌스도르프는 한스 빌스도르프 재단(Hans Wilsdorf Foundation)이라는 개인 신탁을 설립하고 모든 롤렉스 주식을 재단에 맡겨 회사의 수입 일부가 자선 활동에 사용되도록 했다. 빌스도르프는 1960년에 사망했으며, 그 이후로 이 신탁이 롤렉스 SA를 소유하고 운영하고 있다.

## 자선적 지위
롤렉스 SA를 개인적으로 소유하고 있는 한스 빌스도르프 재단은 등록된 스위스 자선 재단이며 더 낮은 세율을 지불한다. 리치몬트나 LVMH와 같은 공개 상장 경쟁사와 달리 롤렉스는 엄격한 비밀을 유지하며 재무 또는 운영 지표를 공개하지 않는다. 2011년 롤렉스 대변인은 빌스도르프 재단이 기부한 자선 기부금액에 대한 증거를 제공하는 것을 거부했는데, 이는 투명성 부족으로 인해 여러 스캔들을 불러일으켰다. 회사가 본사를 둔 제네바에서는 이 재단이 제네바의 사회 기관에 두 채의 주택 건물을 비롯한 많은 것을 기부했다고 한다.

## 자회사

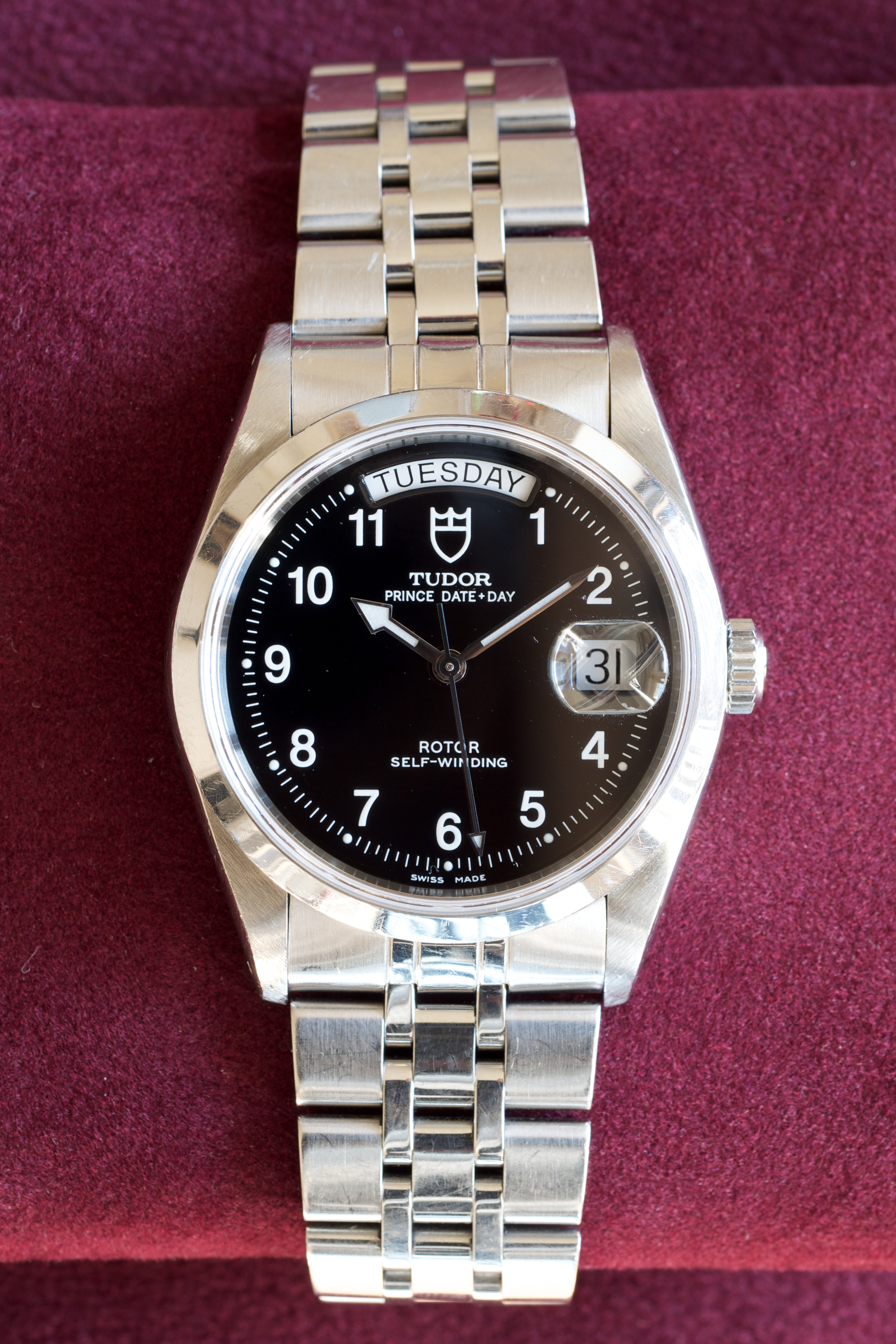
튜더 프린스 데이트 데이 손목시계 (레프. 76200)

롤렉스 SA는 롤렉스와 튜더 브랜드로 제품을 제공한다. 몽트르 튜더 SA는 1946년 3월 6일부터 튜더 시계를 디자인, 제조 및 마케팅하고 있다. 롤렉스 설립자 한스 빌스도르프는 롤렉스 공식 딜러들이 롤렉스의 신뢰성과 안정성을 제공하면서도 더 저렴한 가격에 판매할 수 있는 제품을 만들기 위해 튜더를 구상했다. 롤렉스 시계의 수는 자체 롤렉스 시계 무브먼트 생산 속도에 의해 제한되었기 때문에 튜더 시계는 원래 ETA SA에서 공급하는 타사 표준 무브먼트를 사용하면서도 롤렉스 품질의 케이스와 브레이슬릿을 사용했다. 2015년부터 튜더는 자체 무브먼트를 탑재한 시계를 제조하기 시작했다. 자체 무브먼트를 탑재한 첫 번째 모델은 튜더 노스 플래그였다. 이어서 튜더 펠라고스와 튜더 헤리티지 블랙 베이의 업데이트된 버전에도 자체 무브먼트가 장착되었다.
튜더 시계는 전 세계 대부분의 국가에서 마케팅 및 판매된다. 몽트르 튜더 SA는 2004년 미국에서 튜더 브랜드 시계 판매를 중단했지만, 튜더는 2013년 여름 미국 시장에, 2014년 영국에 다시 진출했다.

## 생산
각 롤렉스 시계에는 고유한 일련번호가 있어 대략적인 생산 기간을 알 수 있다. 일련번호는 1926년에 처음 도입되어 순차적으로 발행되었고, 1954년 롤렉스가 #999,999에서 #0으로 재시작할 때까지 발행되었다. 1987년에는 6자리 일련번호에 한 글자가 추가되었고, 2010년부터 현재까지 롤렉스는 무작위 일련번호를 도입했다.

## 쿼츠 무브먼트

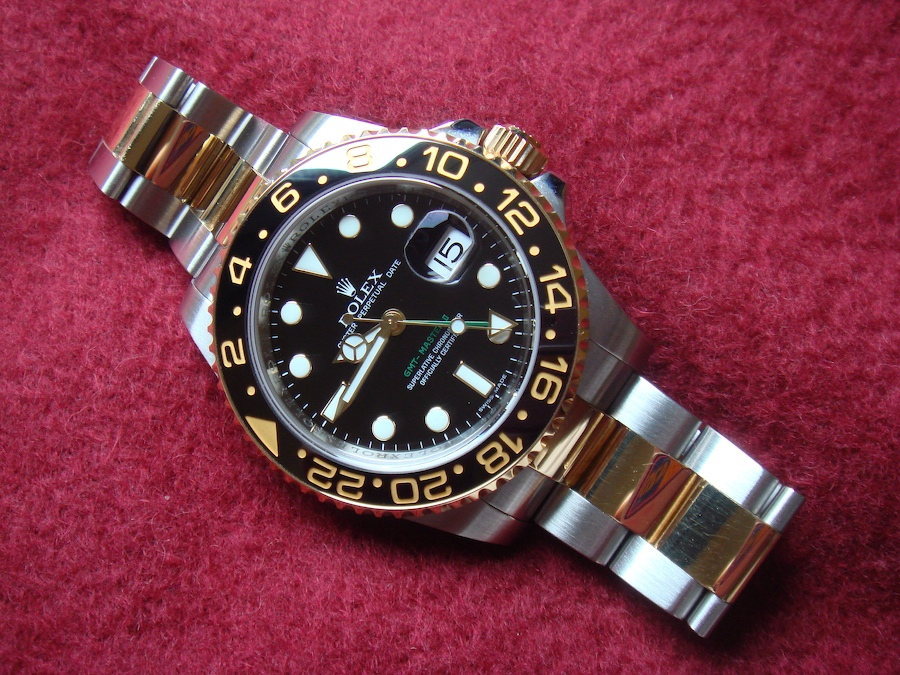
롤렉스 GMT 마스터 II 금 및 스테인리스 스틸 (레프. 116713LN)

롤렉스는 주로 기계식 시계를 생산하지만, 오리지널 쿼츠 시계 무브먼트 개발에도 참여했다. 롤렉스는 오이스터 라인에 쿼츠 모델을 거의 만들지 않았지만, 1960년대 후반과 1970년대 초반에 기술 설계 및 구현에 있어서 회사의 엔지니어들은 중요한 역할을 했다. 1968년, 롤렉스는 16개의 스위스 시계 제조사 컨소시엄과 협력하여 오메가 일렉트로쿼츠 시계와 같은 다른 제조사들과 함께 롤렉스 쿼츠 데이트 5100에 사용된 베타 21 쿼츠 무브먼트를 개발했다. 약 5년간의 연구, 설계 및 개발 끝에 롤렉스는 궁극적으로 롤렉스 오이스터쿼츠의 동력이 된 "클린 슬레이트" 5035/5055 무브먼트를 만들었다.

## 재료
소재 면에서 롤렉스는 2005년 GMT-마스터 II에 처음으로 "세라크롬" 세라믹 베젤을 사용했으며, 그 이후로 전문 스포츠 시계 전체 라인업에 세라믹 베젤 인서트를 적용했다. 서브마리너, 씨 드웰러, 딥씨, GMT 마스터 II, 데이토나 모델에서 사용할 수 있다. 교체된 알루미늄 베젤과 달리 세라믹 베젤 색상은 자외선 노출로 인해 마모되지 않고 긁힘 방지 기능이 있다.
롤렉스는 904L 등급 스테인리스 스틸을 사용한다. 반면 대부분의 스위스 시계는 316L 등급 강철로 만들어진다. 롤렉스는 1985년부터 이를 사용해왔으며, 부식에 더 강하고 광택을 내면 더 매력적인 광택을 내지만 부드럽고 긁히기 쉽다.

## 주목할 만한 모델

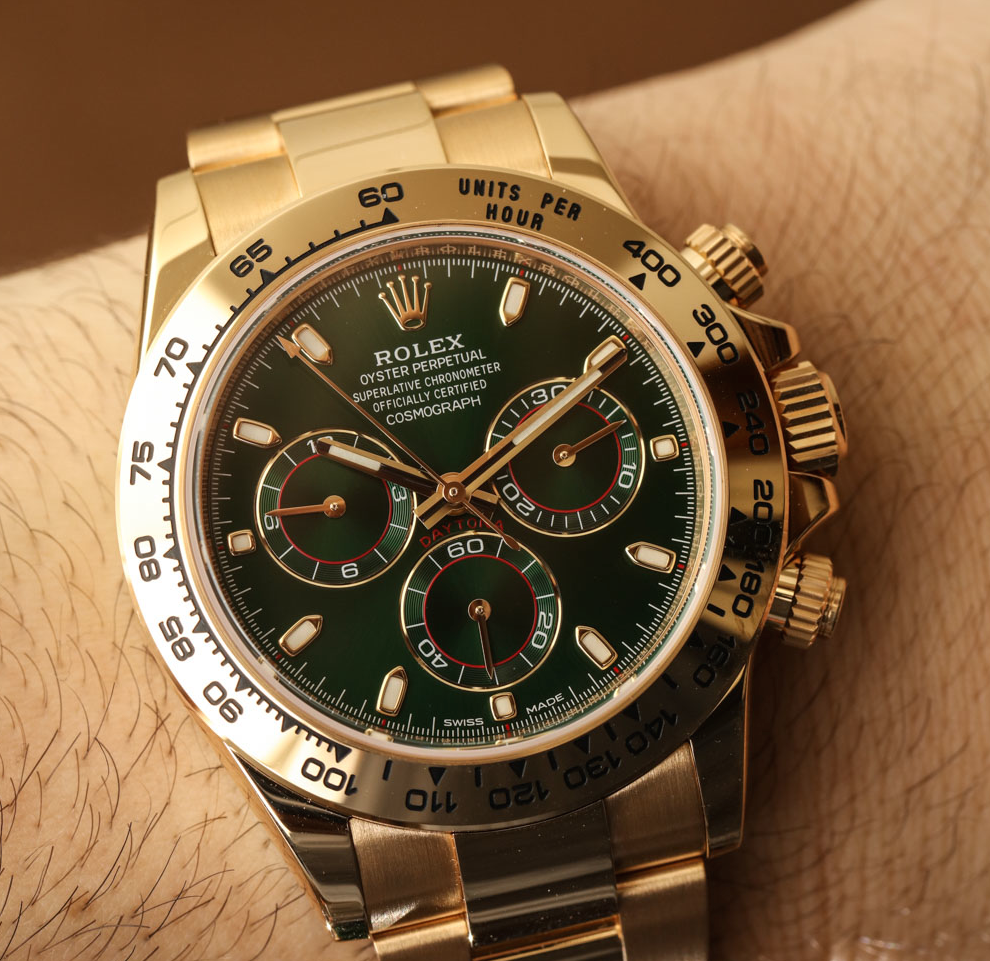
손목에 착용한 롤렉스 코스모그래프 데이토나

일반적으로 롤렉스는 세 가지 시계 라인을 가지고 있다: 오이스터 퍼페추얼, 프로페셔널, 첼리니 (첼리니 라인은 롤렉스의 "드레스" 시계 라인이다). 오이스터 라인의 주요 브레이슬릿은 주빌리, 오이스터, 프레지던트, 펄마스터이다. 모델의 시계 스트랩은 보통 스테인리스 스틸, 옐로우 골드, 화이트 골드, 로즈 골드 또는 플래티넘이다. 영국에서는 스테인리스 스틸 '파일럿' 라인(GMT 마스터 II 등)의 권장소비자가격이 £9,350부터 시작한다. 다이아몬드 인레이 시계는 더 비싸다. 앤티크 로드쇼의 레이니 헤인스가 저술한 책 <빈티지 손목시계(Vintage Wristwatches)>는 빈티지 롤렉스 시계의 가격 추정치를 미화 650달러에서 75,000달러 사이로, 빈티지 튜더는 미화 250달러에서 9,000달러 사이로 제시했다.

### 에어 킹
롤렉스 창립자 한스 빌스도르프는 영국 본토 항공전의 영국 왕립 공군 조종사들을 기리기 위해 에어-프린스 라인을 만들고 1958년에 첫 모델을 출시했다. 2007년까지 에어-킹의 1142XX 모델은 COSC 인증 무브먼트를 34mm 케이스에 담고 있었는데, 어떤 이들은 이를 39mm 롤렉스 익스플로러의 소형화 버전으로 여겼다. 두 시계는 매우 유사한 스타일링을 특징으로 했기 때문이다. 34mm 에어-킹 라인업은 오이스터 퍼페추얼 시리즈 중 가장 저렴한 모델이었다. 2014년에 에어-킹이 단종되면서 오이스터 퍼페추얼 26/31/34/36/39가 롤렉스의 엔트리 레벨 라인이 되었다. 2016년 롤렉스는 에어-킹을 단일 모델(번호 116900)로 재도입했는데, 이전 모델과 대체로 유사하지만 40mm 케이스로 더 커졌고, 롤렉스 밀가우스에서 볼 수 있는 자기 차폐 기능을 추가했다. 실제로 새로운 40mm 에어-킹은 39mm 익스플로러보다 약간 저렴하다 (익스플로러는 자기 차폐 기능은 없지만 에어-킹의 무브먼트에는 없는 파라플렉스 충격 흡수 장치가 있다).

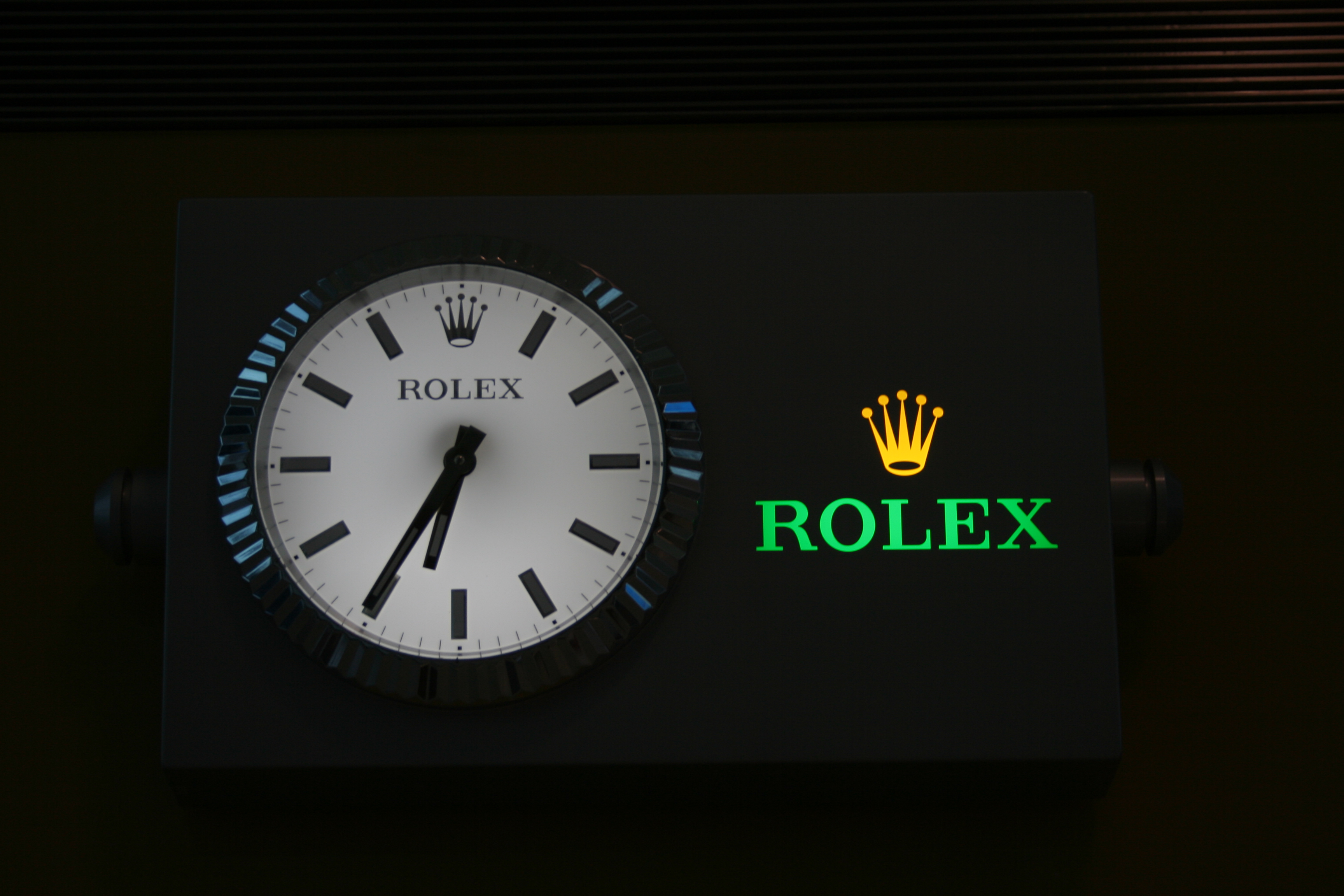
두바이 공항의 롤렉스 벽시계

### 오이스터 퍼페추얼
카탈로그에 있는 시계 라인의 이름은 종종 "롤렉스 오이스터 ______" 또는 "롤렉스 오이스터 퍼페추얼 ______"이다. 롤렉스 오이스터 및 오이스터 퍼페추얼은 일반적인 이름이며 특정 제품 라인이 아니다. (오이스터 퍼페추얼 26/31/34/36/39/41 및 오이스터 퍼페추얼 데이트 34는 예외이다.) 롤렉스 오이스터 퍼페추얼 시계는 1926년에 만들어진 오리지널 방수 롤렉스 오이스터 시계의 직계 후손이다.
오이스터 퍼페추얼 라인업 내에는 세 가지 다른 무브먼트가 있다. 39 모델은 파라크롬 헤어스프링과 파라플렉스 충격 흡수 장치가 장착된 칼리버 3132 무브먼트를 특징으로 하며 (오이스터 퍼페추얼 39는 롤렉스 익스플로러 39mm의 변형으로, 동일한 케이스, 브레이슬릿, 버클, 베젤 및 무브먼트를 공유하며 다이얼과 핸즈만 다르다), 34 및 36 모델은 파라크롬 헤어스프링이 장착된 칼리버 3130을, 가장 작은 28 및 31 모델은 칼리버 2231을 사용한다. 오이스터 퍼페추얼 데이트 34 (또는 간단히 데이트 34)는 날짜 표시와 날짜 무브먼트, 그리고 화이트 골드 플루티드 베젤과 다이얼에 다이아몬드 옵션을 추가한다.
데이트 및 데이트저스트 라인의 일부 모델은 거의 동일하지만, 데이트저스트는 36mm 및 41mm 케이스에 20mm 브레이슬릿이 장착되어 있고, 데이트는 34mm 케이스에 19mm 브레이슬릿이 장착되어 있다. 오이스터 퍼페추얼 데이트 및 데이트저스트 모델의 현대 버전은 롤렉스의 3135 무브먼트를 공유하며, 3135 무브먼트의 가장 최근 변경 사항은 정확도를 높여주는 롤렉스의 "파라크롬 블루" 헤어스프링 도입이다. 데이트와 데이트저스트는 무브먼트를 공유하므로, 둘 다 시간을 조정하지 않고도 날짜를 하루씩 앞당겨 조정할 수 있다. 이 기능은 데이트저스트에만 국한되지 않는다. 데이트와 비교하여 데이트저스트는 스테인리스 스틸 외의 다른 금속, 다양한 다이얼 소재, 다이얼 및 베젤의 선택적 다이아몬드 등 훨씬 더 다양한 맞춤 설정 옵션을 제공한다. 2009년에 출시된 데이트저스트 II는 표준 데이트저스트보다 더 큰 케이스(직경 41mm)를 가지고 있으며 업데이트된 무브먼트를 특징으로 한다. 오이스터 브레이슬릿과 함께 화이트, 옐로우 또는 로즈 골드 스틸로만 제공된다. 2016년에 롤렉스는 데이트저스트 41을 출시했는데, 이는 데이트저스트 II와 동일한 41mm 직경 케이스를 가지고 있지만, 데이트저스트 41은 데이트저스트 II에 비해 인덱스가 더 작고 베젤이 더 얇다.

### 프로페셔널 컬렉션

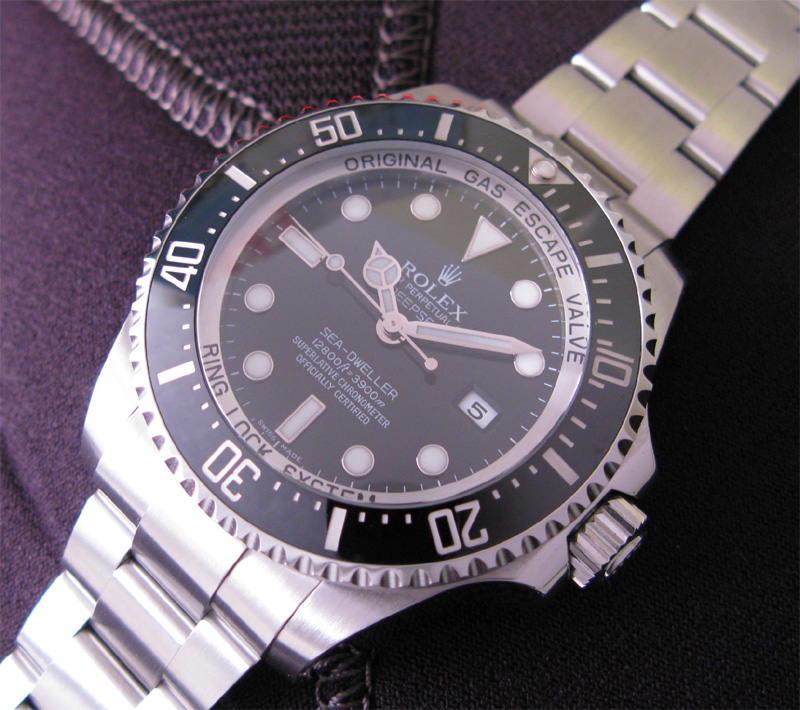
롤렉스 씨 드웰러 딥씨 3,900m 방수 등급 (레프. 116660)

롤렉스는 심해 잠수, 케이빙, 등산, 극지 탐사, 항공의 극한 조건에 적합한 특정 모델을 생산했다. 초기 전문 모델로는 롤렉스 서브마리너 (1953)와 롤렉스 씨 드웰러 (1967)가 있다. 후자는 감압 중 헬륨 가스 축적을 방출하기 위한 헬륨 방출 밸브를 가지고 있는데, 전 도사(Doxa) 이사였던 우르스 알로이스 에쉴레에 따르면 롤렉스가 도사와의 협력을 통해 특허를 냈다고 한다.
익스플로러 (1953)와 익스플로러 II (1971)는 세계적으로 유명한 에베레스트산 원정대와 같이 험난한 지형을 탐험하는 탐험가들을 위해 특별히 개발되었다. 실제로 롤렉스 익스플로러는 존 헌트 경이 이끄는 1953년 에베레스트 정상 등반 성공을 기념하기 위해 출시되었다. (이 원정대에는 롤렉스와 스미스 양쪽에서 시계가 공급되었으며, 에드먼드 힐러리 경이 정상에서 착용한 것은 롤렉스가 아닌 스미스 시계였다.)
39mm 롤렉스 익스플로러는 거친 사용을 위한 "도구 시계"로 설계되었으므로, 다른 롤렉스 시계보다 충격 저항이 높은 파라플렉스 충격 흡수 장치를 갖춘 무브먼트가 있다. 42mm 롤렉스 익스플로러 II는 39mm 익스플로러와 몇 가지 중요한 차이점이 있다. 익스플로러 II는 날짜 기능과 주황색 24시간 핸드를 추가했으며, 이는 고정 베젤의 검은색 24시간 마커와 짝을 이룬다. 이는 지하 또는 극지방에서 낮과 밤을 구분할 수 없는 상황을 위한 것이다.
또 다른 상징적인 모델은 롤렉스 GMT 마스터 (1955)인데, 원래 팬암 항공의 요청으로 승무원에게 현지 시간과 GMT(그리니치 평균시)를 표시할 수 있는 이중 시간 시계를 제공하기 위해 개발되었다. GMT는 당시 항공의 국제 시간 표준이었으며 (오늘날 협정 세계시 또는 줄루 타임의 현대 변형으로 여전히 그렇다) 장거리 비행 중 천문항법 (천체 항법)에 필요했다.

### 가장 비싼 작품

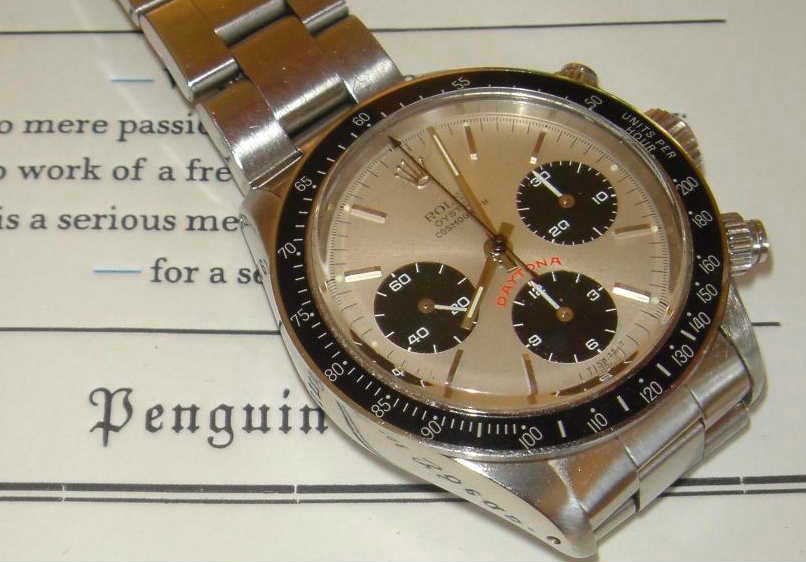
롤렉스 데이토나 크로노그래프 스테인리스 스틸, 실버 다이얼 (ref. 6263)

- 2017년 10월 26일, 1968년에 제조된 롤렉스 데이토나 (Ref. 6239) 손목시계가 필립스의 뉴욕 경매에서 1,775만 달러에 판매되었다.[44][45][46] 이 시계는 원래 1968년 조앤 우드워드가 구매하여 폴 뉴먼에게 선물로 주었다.[47] 경매 가격은 1,550만 달러로 기록을 세웠고, 구매자 프리미엄 12.5%를 포함하여 뉴욕에서 최종 가격은 1,775만 2,500달러였다.[48] 2018년 현재, 이 시계는 경매에서 판매된 가장 비싼 손목시계이자 두 번째로 비싼 시계이다.[46][49][50] 특히 "[폴 뉴먼이 제임스 콕스에게 시계를 선물할 당시] 시계는 약 200달러에 판매되고 있었다."[51][52]
- 2018년 5월 28일, 롤렉스 데이토나 "유니콘" Ref. 6265가 제네바에서 필립스 경매를 통해 593만 7천 달러에 판매되어 경매에서 판매된 롤렉스 시계 중 두 번째로 비싼 시계가 되었다 (2018년 기준).[53][54]
- 롤렉스 공장에서 생산된 시계 중 가장 비싼 롤렉스 (권장소비자가격 기준)는 GMT 아이스 레퍼런스 116769TBR로, 권장소비자가격은 미화 485,350달러였다.[55]

## 후원
1976년부터 10만 스위스 프랑의 롤렉스 기업상이 수여되었고, 2010년에는 5만 스위스 프랑의 젊은 수상자 상이 추가되었다. 2년에 한 번 개최되는 롤렉스 멘토 앤 프로테제 예술 이니셔티브는 약 41,000달러의 보조금과 함께 2002년에 시작되었다.
롤렉스는 2001년부터 르망 24시 자동차 경주의 공식 타임키퍼였다. 또한 2013년부터 2024년까지 포뮬러 1의 공식 타임키퍼였다. 전 포뮬러 1 드라이버 재키 스튜어트는 1968년부터 롤렉스를 광고해 왔다. 수년 동안 광고한 다른 사람들로는 게리 플레이어, 아널드 파머, 로저 펜스키, 장클로드 킬리, 그리고 키리 테 카나와가 있다. 또한 롤렉스 국제 승마 선수 클럽 탑 10 파이널 대회의 스폰서이기도 하다.
자크 피카르와 돈 월시는 1960년 챌린저 해연으로 10,916 미터 (35,814 ft)의 세계 기록 깊이로 잠수하는 동안 특별히 설계된 실험용 롤렉스 오이스터 퍼페추얼 딥-씨 스페셜을 바티스카프 외부에 묶어 두었다. 제임스 카메론이 2012년 비슷한 잠수를 수행했을 때, 특별히 설계 및 제조된 롤렉스 오이스터 퍼페추얼 씨-드웰러 딥 씨 챌린지 시계는 그의 잠수정 로봇 팔에 "착용"되었다.
메르세데스 글라이츠는 1927년 10월 7일 영국 해협을 헤엄쳐 건넌 최초의 영국 여성이었다. 그러나 존 E. 브로젝(The Rolex Report: An Unauthorized Reference Book for the Rolex Enthusiast의 저자)이 "The Vindication Swim, Mercedes Gleitze and Rolex take the plunge"라는 기사에서 지적했듯이, 불과 4일 후 한 사기꾼이 더 빠르게 수영했다고 주장하자 그녀의 업적에 대한 의심이 제기되었다. 따라서 글라이츠는 10월 21일 "변호 수영"이라는 대대적인 홍보와 함께 다시 수영을 시도했다. 홍보 목적으로 빌스도르프는 그녀가 시도하는 동안 가장 초기 롤렉스 오이스터 중 하나를 착용하면 선물하겠다고 제안했다. 10시간이 넘도록 첫 수영 때보다 훨씬 차가운 물속에서 그녀는 목표에서 7마일 못 미쳐 반의식 상태로 바다에서 끌려 나왔다. 그녀는 두 번째 횡단을 완료하지 못했지만, 타임스의 기자는 "일반적인 상황을 고려할 때, 글라이츠 양의 지구력은 그곳에 있던 의사, 기자, 전문가들을 놀라게 했다. 그녀가 그렇게 오랫동안 추위를 견딜 수 있을 것 같지 않았기 때문이다. 그것은 훌륭한 성과였다"라고 썼다. 그녀가 보트에 앉아 있을 때, 같은 기자는 한 가지를 발견하고 다음과 같이 보고했다. "이 수영에서 목에 리본으로 작은 금시계를 매달고 있었는데, 오늘 저녁 그 시계가 시종일관 정확한 시간을 유지했음이 밝혀졌다." 자세히 살펴보니 시계 내부는 건조했고 완벽한 상태였다. 한 달 후인 1927년 11월 24일, 빌스도르프는 데일리 메일의 전면 롤렉스 광고와 함께 영국에 롤렉스 오이스터 시계를 출시했다.

## 성과
회사의 주목할 만한 개선 및 혁신은 다음과 같다.
- 1926년, 롤렉스는 오이스터 케이스를 생산했다. 이들은 이것이 스크루다운 용두를 기반으로 한 최초의 신뢰할 수 있는 방수 손목시계 케이스라고 주장하지만, 드폴리에의 케이스는 8년 전에 특허를 받았다.[63] 이를 위해 롤렉스는 페레고-페레 스크루다운 특허를 취득하고, 클러치를 추가했으며, 스크루다운 용두를 나사산 케이스백 및 베젤과 결합했다.[64] 빌스도르프는 심지어 특별히 제작된 롤렉스 시계("딥씨"라고 불림)를 트리에스테 옆에 부착하여 마리아나 해구 바닥까지 내려갔다. 시계는 살아남았고 하강 및 상승 중에 완벽하게 시간을 유지했음이 확인되었다. 이는 다음 날 롤렉스에 보낸 전보로 확인되었다. "11,000미터에서도 귀하의 시계가 지상에서만큼 정확함을 확인하게 되어 기쁩니다. 안녕히 계십시오, 자크 피카르."[9] 타반네스(Tavannes)의 "잠수함 시계"와 같은 이전 방수 시계는 케이스를 밀봉하기 위해 다른 방법을 사용했다.
- 1910년, 작은 여성용 손목시계로 크로노미터 인증을 받은 최초의 시계 제작자였다.[9]
- 1931년, 착용자의 팔 움직임에 따라 시계에 동력을 공급하는 360도 회전 추인 로터를 특징으로 하는 손목시계 와인딩 메커니즘을 출시했다.[65] 시계 감기를 불필요하게 만들었을 뿐만 아니라, 메인스프링에서 나오는 동력을 더 일관되게 유지하여 더 신뢰할 수 있는 시간 측정을 가능하게 했다. 완전 회전 추는 나중에 자동 시계의 표준 감기 메커니즘의 일부가 되었다. 하우드(Harwood)의 선행 자동 감기 메커니즘은 대신 270도 각도로 움직이며 양쪽에 완충 스프링을 치는 추를 사용했다.[66]
- 1945년, 다이얼에 자동으로 날짜가 바뀌는 최초의 크로노미터 손목시계를 출시했다 (롤렉스 데이트저스트 Ref. 4467).[15] 날짜 변경 메커니즘이 있는 이전 손목시계인 미모(Mimo)는 크로노미터 인증을 받지 못했다.
- 1953년, 롤렉스 오이스터 퍼페추얼 서브마리너 Ref. 6204에서 100m (330피트) 방수 케이스를 출시했다. 비록 이것이 최초의 다이빙 시계로 널리 알려져 있지만, 1932년 오메가는 마린을 출시했는데, 이는 1953년 롤렉스 서브마리너보다 35m 더 깊은 135m를 견딜 수 있었다. 블랑팡은 롤렉스 서브마리너보다 10개월 전에 피프티 패덤스 시계를 생산했다.[67]
- 1954년, 롤렉스 GMT 마스터 Ref. 6542에서 동시에 두 시간대를 보여주는 손목시계를 생산했다.[68] 그러나 다시 한번, 이는 롱진스 듀얼타임이 GMT보다 25년이나 앞섰기 때문에 최초의 회사는 아니었다.[69]
- 1956년, 다이얼에 자동으로 요일과 날짜가 바뀌는 손목시계를 롤렉스 데이-데이트에서 만들었다.[70]

## 문화적 영향
제2차 세계 대전이 시작될 무렵, 영국 왕립 공군 조종사들은 열악한 표준 지급 시계를 대체하기 위해 롤렉스 시계를 구매했지만, 포로 수용소에 갇히면 시계를 압수당했다. 한스 빌스도르프는 이 소식을 듣고, 장교들이 롤렉스에 편지를 보내 시계 분실 경위와 수용소 위치를 설명하면, 압수당한 모든 시계를 교체해 주고 전쟁이 끝날 때까지 대금을 요구하지 않겠다고 제안했다. 빌스도르프가 이 계획을 직접 담당했다. 그 결과, 바이에른주의 Oflag VII-B 장교 수용소에서만 영국 장교들이 약 3,000개의 롤렉스 시계를 주문한 것으로 추정된다. 이는 빌스도르프가 추축국이 전쟁에서 승리할 것이라고 믿지 않았음을 나타내어 연합군 포로들의 사기를 높이는 효과를 가져왔다. 미국 군인들은 제2차 세계 대전 중 유럽에 주둔하면서 이 소식을 듣게 되었고, 이는 전후 롤렉스가 미국 시장에 진출하는 데 도움이 되었다.
1943년 3월 10일, 대탈주의 주최자 중 한 명인 클라이브 제임스 너팅 상병은 아직 포로 상태였음에도 불구하고, 수용소에서 구두 수선공으로 일하며 모은 돈으로 제네바의 한스 빌스도르프에게 스테인리스 스틸 롤렉스 오이스터 3525 크로노그래프 (현재 가치 약 1,200 파운드 스털링)를 우편으로 직접 주문했다. 시계(롤렉스 시계 번호 185983)는 같은 해 7월 10일 스탈라그 루프트 III에 배달되었으며, 빌스도르프의 사과 편지와 함께 너팅 상병과 같은 영국 신사는 전쟁이 끝날 때까지 시계값을 "생각조차 하지 말아야 한다"는 내용이 담겨 있었다. 빌스도르프는 너팅이 장교가 아님에도 불구하고 고가의 롤렉스 3525 오이스터 크로노그래프를 주문한 것에 감명받았다고 전해진다. 다른 대부분의 포로들은 작은 크기로 인해 인기 있는 훨씬 저렴한 롤렉스 스피드 킹 모델을 주문했기 때문이다. 이 시계는 크로노그래프였으므로, 교도관의 순찰 시간을 재거나 1944년 3월 24일 '해리' 터널을 통해 탈출한 76명의 불운한 탈주자들의 시간을 재는 데 사용될 수 있었기 때문에 대탈주에서 사용하기 위해 특별히 주문된 것으로 여겨진다. 결국 전쟁 후 너팅은 당시 영국 외환 통제 때문에 시계값으로 단 15파운드의 청구서만 받았다. 이 시계와 빌스도르프와 너팅 간의 관련 서신은 2007년 5월 경매에서 66,000파운드에 판매되었으며, 2006년 9월 이전 경매에서는 같은 시계가 54,000호주달러에 팔렸다. 너팅은 1950년 영화 목마와 1963년 영화 대탈주의 컨설턴트로 활동했다.
악명 높은 살인 사건에서 로널드 플랫의 손목에 있던 롤렉스 시계는 결국 살인범 앨버트 존슨 워커의 체포로 이어졌다. 그는 캐나다에서 사기, 절도, 돈세탁 혐의로 기소되어 도피 중이던 금융 설계사였다. 1996년 존 코프릭이라는 어부가 영국 해협에서 시신을 발견했을 때, 시신에서 유일하게 식별할 수 있는 물건은 롤렉스 손목시계였다. 롤렉스 무브먼트는 일련 번호가 있었고 서비스 받을 때마다 특별한 표시가 새겨져 있었기 때문에, 영국 경찰은 롤렉스에서 서비스 기록을 추적하여 시계 주인을 로널드 플랫으로 식별했다. 또한 경찰은 시계 달력의 날짜를 확인하여 사망 날짜를 추정할 수 있었다. 롤렉스 무브먼트는 완전히 방수였고 비활동 시 이틀의 작동 예비력을 가지고 있었기 때문에 경찰은 합리적으로 사망 시간을 추론할 수 있었다.
싱가포르에서 1998년 4월 20일, 조나리스 바드니샤라는 23세 말레이시아 남성이 42세 미용사 샐리 포 비 엥을 때려 살해했는데, 이는 그녀의 롤렉스를 훔쳐 나중에 자신의 여자친구에게 생일 선물로 주기 위함이었다. 이 사건은 "롤렉스 시계 살인 사건"으로 알려지게 되었다. 조나리스는 체포되어 사형을 선고받고 처형되었다.
O. J. 심슨은 1994년 O. J. 심슨 살인 사건 재판 당시 위조 롤렉스를 착용했다.
2017년 브랜드 Z 보고서에 따르면, 이 브랜드 가치는 80억 5천 3백만 달러로 추정된다. 롤렉스 시계는 계속해서 지위 상징으로서의 명성을 유지하고 있다. 이 회사는 매년 100만 개 이상의 시계를 생산한다.

## 같이 보기
- 롤렉스 상